# Alfred Praks
Alfred Praks (ur. 31 marca 1902 w Tallinnie, zm. 18 października 1998 w Borås) – estoński zapaśnik walczący w obu stylach. Dwukrotny olimpijczyk. Zajął piąte miejsce w stylu wolnym i dziewiąte w klasycznym w Paryżu 1924; siódmy w stylu wolnym w Amsterdamie 1928. Walczył w wadze lekkiej i półśredniej.

## Letnie Igrzyska Olimpijskie 1924
| Konkurencja | Rundy eliminacyjne      | Rundy eliminacyjne   | Rundy eliminacyjne    | Rundy eliminacyjne       | Klas. końcowa |
| Konkurencja | Przeciwnik I            | Przeciwnik II        | Przeciwnik III        | Przeciwnik IV            | Miejsce       |
| ----------- | ----------------------- | -------------------- | --------------------- | ------------------------ | ------------- |
| 67,5 kg     | Holger Askehave (DEN) Z | Leon Rękawek (POL) Z | Rūdolfs Ronis (LAT) P | Kalle Westerlund (FIN) P | 9.            |

| Konkurencja | Rundy eliminacyjne    | Rundy eliminacyjne    | Klas. końcowa |
| Konkurencja | Przeciwnik I          | Przeciwnik II         | Miejsce       |
| ----------- | --------------------- | --------------------- | ------------- |
| 66 kg       | Perry Martter (USA) Z | Arvo Haavisto (FIN) P | 5.            |

## Letnie Igrzyska Olimpijskie 1928
| Konkurencja | Rundy eliminacyjne        | Rundy eliminacyjne     | Klas. końcowa |
| Konkurencja | Przeciwnik I              | Przeciwnik II          | Miejsce       |
| ----------- | ------------------------- | ---------------------- | ------------- |
| 72 kg       | Theofilos Tomazos (GRE) Z | Lloyd Appleton (USA) P | 7.            |